# Barbara (pictoriță)
Olga Biglieri Scurto, cunoscută și sub numele de Barbara, (n. 15 martie 1915, Mortara, Lombardia, Regatul Italiei – d. 10 ianuarie 2002, Roma, Italia) a fost o pictoriță în stil futurist și o aviatoare italiană. A fost una dintre cele trei femei implicate în mișcare și în special în Aeropictură. (Celelalte fiind Marisa Mori și Benedetta Cappa⁠(d)).

## Biografie
Biglieri s-a născut la Mortara, Lombardia, la 15 martie 1915. A crescut în mediul rural din jurul Novarei, unde tatăl ei deținea o fermă. A început să picteze la vârsta de unsprezece ani și  s-a pregătit, de asemenea, pentru a deveni pilot. După ce a învățat să planeze, a luat licența de pilot la Aeroclubul di Cameri la doar 16 ani.
Biglieri a devenit asociată cu futurismul atunci când Filippo Tommaso Marinetti, care a fost fondatorul mișcării, i-a văzut din întâmplare picturile într-o vitrină a unui magazin. 
Biglieri a ales să lucreze sub numele de Barbara și să-și îmbine cele două pasiuni, incluzând imagini de avioane în picturile sale. Pictura ei din 1939 Aeropitura di città a fost inclusă în a 22-a Bienală de la Veneția. Subiectul principal al picturii este un avion, dar compoziția ei se estompează în forme bidimensionale. Picturile ei sunt importante, deoarece sunt o mărturie a modului în care femeile pictori aeronautici și-au găsit un loc în imaginea clasică futuristă bărbat/mașină și pentru a crea conceptul paralel de „superdonna” sau femeie/mașină.
În 1939 s-a căsătorit cu poetul și scriitorul Ignazio Scurto. Când Scurto a fost înrolat în 1943, Biglieri a trebuit să aibă grijă de copiii lor în timpul celui de-al Doilea Război Mondial. Soțul ei a murit în 1954. După o lungă perioadă de pauză, în care s-a retras în Val d'Ossola⁠(d) pentru a scrie cărți pentru copii, Biglieri a lucrat ca jurnalistă de modă. La începutul anilor 1960, a găzduit o emisiune radio populară la Rai Radio 1, Stella Polare, unde a dat sfaturi despre modă.
Interesul lui Biglieri pentru artă a fost reaprins de o întâlnire cu artistul suedez Gosta Liljestrom în 1964. În 1986, sculptura ei Arborele păcii a fost instalată permanent în grădina Muzeului Memorial al Păcii din Hiroshima.
În 1998 a fost subiectul unei autobiografii scrise de Francesca Brezzi, Quando il futurismo è donna: Barbara dei colori.
Biglieri a murit la Roma în 2002.

## Moștenire
În 2009, una dintre lucrările ei a fost inclusă într-o expoziție la Casa Italiana Zerilli-Marimò din New York.
În 2015, Novara a numit o stradă după ea.